# Paul Cezanne portréja (Pissarro-kép)
Paul Cezanne portréja Camille Pissarro festménye, amely a londoni National Gallery gyűjteményének része.

## Keletkezése
Paul Cezanne és Camille Pissaro együtt dolgozott az 1870-es évek elején Pontoise-ban, ami alapvetően meghatározta Cezanne későbbi művészetét. A portrén Pissaro a falon három képet helyezett el Cezanne mögött: bal karjánál egy Pissaro-kép részlete látható, bal válla fölött Gustave Courbet festő, jobb válla felett Adolphe Thiers politikus jelenik meg egy-egy politikai témájú nyomaton. A két férfi híres volt korában, és feltehetően elismerte a portré modelljének munkásságát. Az 1874-ben készült kép a mester szeretetteljes barátságát sugározza briliáns tehetségű támogatottja felé, és humorosan jövendöli meg számára az eljövendő hírnevet és dicsőséget. A festmény 1903-ig, Pissaro haláláig műterme falán lógott.